# جیمز مک‌کافری (بازیگر)
جیمز مک‌کافری (انگلیسی: James McCaffrey؛ زادهٔ ۷ نوامبر ۱۹۵۹ - درگذشته ۱۷ دسامبر ۲۰۲۳) هنرپیشه و صداپیشه اهل ایالات متحده آمریکا است.
از فیلم‌ها یا برنامه‌های تلویزیونی که وی در آن نقش داشته‌است می‌توان به او از من متنفر است، انتقام، سر و صدا را احساس کن، انطباق، قایم‌موشک، اردوگاه جهنم، حقیقت در مورد گربه‌ها و سگ‌ها، به‌زودی، نابینا و مکس پین اشاره کرد.

## بازی‌های ویدئویی
| سال  | عنوان                   | نقش                | یادداشت        |
| ---- | ----------------------- | ------------------ | -------------- |
| ۲۰۰۱ | مکس پین                 | مکس پین            |                |
| ۲۰۰۳ | مکس پین ۲: سقوط مکس پین | مکس پین            |                |
| ۲۰۰۵ | منطقه ۵۱                | صداهای اضافی       |                |
| ۲۰۰۸ | تنها در تاریکی          | ادوارد کارنبی      |                |
| ۲۰۱۰ | آلن ویک                 | تام زین، الکس کیسی |                |
| ۲۰۱۲ | مکس پین ۳               | مکس پین            | ضبط صدا و حرکت |
| ۲۰۱۹ | کنترل                   | سنگر زاخاریا       | [ ۳ ]          |
| ۲۰۲۳ | آلن ویک ۲               | الکس کیسی          |                |